# Válóczy Szilvia
Válóczy Szilvia, született Pásztor Szilvia (Hatvan, 1978. június 4. –) magyar költő, prózaíró.

## Életrajz

### Gyermekkor
Szülei vállalkozók, gazdálkodók. Gyermekkorát Turán töltötte. Tizennégy évesen felvették az aszódi Petőfi Sándor két tannyelvű gimnáziumba, ahol 1996-ban érettségizett, majd nem sokkal ezután dolgozni kezdett.
Első verseit még gyermekkorában írta. Abban az időszakban abszolút önkeresésben érezte, hogy írnia kell.

### Család
1998-ban ment férjhez, ezután költözött Veresegyházra. Két gyermeke született, Dániel és Zsófia.

## Munkássága
Első versei a Turai Hírlap "A Múzsa csókja" c. irodalmi rovatában jelentek meg nyomtatásban 1996 és 1997. között. Intenzíven 2002 óta ír. Témái között az elsők a természet, a szerelem és a lélek megnyilvánulásai. Íródtak gyermekversek, a tisztelet és a szomorúság is késztette rímes, vagy rímtelen sorokra. Körbejárta az erotika világát is, bár igazi témája a filozófiai jellegű, elmélkedős stílus maradt. Korábbi szabályokkal teli verseit, saját jelleme által diktált stílusa követte. Alkotásait, mind gyermekeinek tekinti.
2003 év végétől egy helyi újságnál a Veresi Piactérnél kezdett dolgozni, ahol hirdetésszervezőként állta meg a helyét, később belekóstolt az újságírásba is.

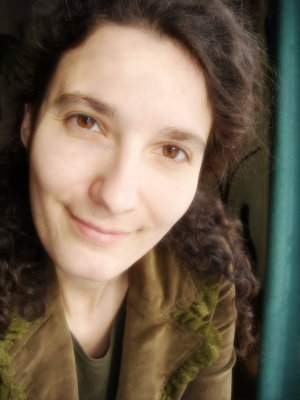
2006. Veresegyház

2004-ben megismerkedett az internet adta lehetőségekkel. Elsőként az akkor már haladónak számító Amatőr művészek Fóruma internetes portálon publikálta verseit. Ebben az időben találkozott Komáromi János költővel, akivel jó barátságba került, hatottak egymás verselési stílusára is.
2007-ben, kislánya mellett otthon töltött időszakban megszaporodtak versei. Olyan internetes irodalmi újságok oldalán publikálta műveit, mint a 7Torony, a POET, a DunapArt Cafe, PRAE vagy a Közkincs. Az interneten való jelenlét azt eredményezte, hogy önálló, saját weboldalt szerkesszen, lehetőséget adva ezzel önmagának a bővebb bemutatkozásra is. Több, mint ezer verséből bemutatkozó oldalán csak egyharmad olvasható.
2008-ban megismerkedett Balázs László költővel, akinek alkotásain keresztül más szemlélettel tekintett a világra. Munkáiban lassan kiteljesedett a szentimentális- és a romantikus líra. Az ezt követő időszakban verseinek terjedelmére a rövidség volt jellemző.
2010. októberétől Veresegyház város egyik legmeghatározóbb médiáját, a Veresegyházi-Hírhatár című internetes hírportál szellemi részét alkotta meg. A városi hírek tájékoztatása mellett, legfőbb célja, az embereken való segítés volt. Az újság irányítását, szerkesztését és egy évnyi kemény munkáját életének megváltozása miatt adta ki kezéből. Később átmenetileg elfordult az irodalomtól, emellett egy állami vállalatnál kezdett el dolgozni.

### Elhivatottság
Mint költő vagy prózaíró, a tudomány felé gyakran fordul. Egész életében élénken érdeklődött az antropológia, az űrkutatás, a lélek, Isten és az ember, a természettudományok több ága, a régészet, a kvantumfizika, a csillagászat felől. Szabadidejében gyakran járja a természetet, így több Veresegyházról készült természetfotója is megtalálható az interneten.

### Antológiák
Verseken kívül rövid prózai műveket is ír, alkalmanként saját kézzel rótt és internetes naplójában is otthagyja kézjegyét. Írásai az interneten kívül megjelentek már néhány antológiában (Hajtások Antológia 1996.; Verselő Antológia 2008., Verselő Antológia 2009., Verselő Antológia 2010., Verselő Antológia 2012.; Lélekpercek POET Évkönyv 2008.; POET Ékkövei 2009.; 7Torony II. Antológia 2009.; Rím(r)ügyek Antológia 2009.)

### Szereplések
2008. december 6-án Hajdúdorog adott otthont az Édentől Keletre Csoport „Vénuszi csoda” címmel meghirdetett erotikus verspályázat döntőjének, és egy Poet versíró találkozójának. A rendezvény keretén belül Beri Róbert az Édentől Keletre Csoport vezetője, a Poet honlap akkori szerkesztője, egyben a pályázat egyik zsűritagja mutatta be az első Poet évkönyvet, mely a Poet honlapon alkotó költők munkáiból tartalmazott összeállítást. A rendezvény keretén belül tartották meg az erotikus verspályázat eredményhirdetését is, melynek első helyezettje a költő Vulva és völgy című verse lett. A díjakat a neves festőművész és költő a Héttorony irodalmi portál főszerkesztője, Serfőző Attila adta át.
2009. április 19-én Turán került megrendezésre a turai művészek tárlata, MŰVÉSZEK, MŰVEK, MŰVÉSZETEK TALÁLKOZÁSA címmel. A tárlatot a helyi művelődési ház igazgatója, Seres Tünde nyitotta meg. A rendezvényen bemutatásra kerültek turai származású művészek, festők, írók, költők munkái, ahol a költő saját előadásában mondta el néhány versét.